# Floco (biofilme)
Um floco é um tipo de agregado microbiano que pode ser contrastado com biofilmes e grânulos, ou então considerado um tipo especializado de biofilme. Os flocos aparecem como suspensões turvas de células flutuando na água, em vez de anexadas e crescendo em uma superfície como a maioria dos biofilmes. O floco normalmente é mantido unido por uma matriz de substância polimérica extracelular (EPS), que pode conter quantidades variáveis de polissacarídeo, proteína e outros biopolímeros. A formação e as propriedades dos flocos podem afetar o desempenho de biorreatores de tratamento de água industrial, como sistemas de lodo ativado, onde os flocos formam uma manta de lodo.
A formação de flocos pode beneficiar os microrganismos constituintes de várias maneiras, incluindo proteção contra estresse de pH, resistência à predação, manipulação de microambientes e facilitação de relações mutualísticas em comunidades microbianas mistas.
Em geral, os mecanismos pelos quais os agregados microbianos floculantes se mantêm juntos são mal compreendidos. No entanto, o trabalho com a bactéria de lodo ativado Zoogloea resiniphila mostrou que as proteínas PEP-CTERM devem ser expressas para que os flocos se formem; na sua ausência, o crescimento é planctônico, embora exopolissacarídeo seja produzido.

Duas cepas de Zoogloea resiniphila. O tubo à esquerda mostra formações de flocos típicas em uma cultura clara de uma bactéria, Zoogloea resiniphila, isolada de um reator de tratamento de águas residuais de lodo ativado. No tubo à direita, o crescimento planctônico por um mutante com problemas de floco resulta em uma aparência turva